# Лель (музыкально-хоровой центр)

Музыкально-хоровой центр «Лель» — хоровой коллектив, базирующийся в Зеленограде.
МХЦ «ЛЕЛЬ» Зеленоградского Дворца Творчества Детей и Молодежи начал свою работу в 1994 году. В настоящее время[когда?] в центре занимается около 200 человек в возрасте от 4 до 22 лет.
Центральной задачей Музыкально-хорового центра «Лель» является формирование развитой, культурной и образованной личности, воспитание в каждом ребенке художественного и эстетического вкуса, всестороннее духовное развитие ребенка. Учащиеся МХЦ обучаются искусству пения, как сольного, так и хорового, игре на различных инструментах, а также таким теоретическим дисциплинам, как сольфеджио и музыкальная литература.
Одним из основных инструментов для достижения указанной цели являются занятия детей в хоре. Совместные занятия позволяют не только развивать в детях музыкальные наклонности, но и навыки совместной работы для достижения общего результата, чувство товарищества, коллективизма, инициативы. Работа МХЦ строится на принципах свободного развития личности ребенка, учета психофизических особенностей детей, социальной позиции ребенка в обществе.
Музыкально-хоровой центр ставит задачи семейного музыкального воспитания, активно привлекая родителей к образовательному процессу, общественной и концертной деятельности.
В 2007 году создан ХорМАМ, в котором занимаются выпускники и родители учащихся МХЦ.

## Репертуар
Хоровые произведения на русском, белорусском, чешском, польском, украинском, болгарском языках, латыни.
Хор многоголосый. В программу исполнения входит и классическая, и духовная музыка, народная, произведения современных композиторов.

## Специализация
Хоровые произведения «а капелла» (a cappella)

## Организация
В состав музыкально-хорового центра «Лель» входят следующие отделения:
- Вокальное отделение
- Теоретическое отделение
- Инструментальное отделение
- Хоровое отделение

## Педагогический состав
Руководитель:
Юрий Павлович Суколенов
Заслуженный деятель Всероссийского музыкального общества, лауреат конкурса «Грант Москвы», почетный работник образования
Почетный член Всероссийского хорового общества, лауреат премии «Грант Москвы», руководитель МХЦ «Лель».
Хормейстеры:
Елена Викторовна Бардина, Алина Анатольевна Савина.
Концертмейстер:
Константин Павлович Юдин.

## Достижения
- Главный приз фестиваля детского и юношеского творчества «Юные таланты Московии», «Девочка на шаре»[источник не указан 393 дня]
- Дипломы лауреатов VIII, IX, X фестивалей «Юные таланты Московии»[источник не указан 393 дня]
- Дипломы лауреатов V, VI, VII, VIII фестивалей духовной музыки «Рождественская песнь»[источник не указан 393 дня]
- Золотой диплом конкурса духовной музыки в Риме[источник не указан 393 дня]
- Золотой диплом конкурса хоровой музыки «Рождественская Прага» (Чехия)[источник не указан 393 дня]
- Диплом фестивалей хоровой музыки в г. Дьер (Венгрия), г. Нанси (Франция), г. Стокгольме (Швеция), г. Праге (Чехия) и г. Барселона (Испания).[источник не указан 393 дня]
- Диплом лауреата Московского международного фестиваля «Звучит Москва»[1]
- X Международный фольклорный фестиваль-конкурс хоров «Твоя песня, Европа» — золотая медаль[источник не указан 393 дня]
- VIII Московский детско-юношеский хоровой фестиваль-конкурс — лауреат 1 степени[2]